# Trama (xarxes)

Fig.1 Exemple de trama Ethernet

Una trama, parlant de xarxes informàtiques o electrònica, és una unitat des dades de transmissió/recepció. En el model OSI de divisió de capes en xarxes de telecomunicació, el concepte de trama va lligat a la capa d'enllaç de dades (MAC).

## Estructura típica d'una trama
Arquitectura estàndard dividida en camps de funcionalitat (veure Fig.1) :
- Camp de Preámbul.
- Camp d'Adreça d'origen.
- Camp d'Adreça de destinació.
- Camp de Comanda.
- Camp de Longitud en bytes de les dades.
- Camp de Dades.
- Camp de Comprovació/correcció d'errors (Checksum, CRC…).

Capes del Nivell OSI:
| pa | Funció       | Unitat de dades |
| -- | ------------ | --------------- |
| 7  | Aplicació    | Dada            |
| 6  | Presentació  | Dada            |
| 5  | Sessió       | Dada            |
| 4  | Transport    | Datagrama       |
| 3  | Xarxa        | Paquet          |
| 2  | Enllaç (MAC) | Trama           |
| 1  | Física (PHY) | bit             |